# دخترک کنار مرداب
دخترک کنار مرداب فیلمی به کارگردانی و نویسندگی علی ژکان محصول سال ۱۳۶۸ است.

## بازیگران
- جمشید مشایخی
- مهدی فتحی
- فردوس کاویانی
- کمند امیرسلیمانی
- فریده سپاه‌منصور
- فریده دریامج
- پردیس افکاری
- مسعود تکاور
- پروین شاهین خو
- فرهاد خانمحمدی
- مسعود ارزبیگی